# Formación La Chilca
La formación La Chilca es una formación geológica de edad Silúrica correspondiente a la provincia geológica de Precordillera.

## Antecedentes
Cuerda (1969) fue quien le da nombre a dicha formación dentro del grupo Tucunuco, definiéndola como una unidad compuesta por depósitos psamo-pelíticos con arreglo estrato-granocreciente evidenciando su carácter marcadamente regresivo. Posteriormente, en sus trabajos de 1986 y 1988, Cuerda le dio a la sección inferior de la formación una edad hirnantiana, mientras que para la sección superior le atribuyó una edad llandoviano tardío-wenlockiano.

## Litología
Peralta (2013) caracteriza a la formación como una unidad que presenta arreglo general estrato-grano creciente. 
La parte inferior está integrada por fangolitas de coloración verdosa, de hasta 4 m de espesor, en cuya base se destaca  conglomerado con clastos de chert, de hasta 25 cm de espesor, coloración pardo oscura y fábrica clasto-soportada. 
En la parte superior predominan limolitas y areniscas muy finas a finas, de coloración morada, de hasta 8 m de espesor, con intensa bioturbación.

## Paleontología
Peralta (2013) establece que la parte superior de la formación La Chilca está caracterizada por la ocurrencia de trazas fósiles de la icnofacies de Cruziana: Paleophycus, Zoophycos, Planolites, Arenicolites, Chondrites, y delgados niveles (<5 cm) de coquinas con braquiópodos de talla reducida.
Benedetto et al. (2003) reconocieron en la formación La Chilca la presencia de braquiópodos y graptolitos. Los graptolitos registrados corresponden a Hindella crassa y Eoplectodonta duplicata, a los que  asocia con una fauna de conodontes de la zona Distomodus kentuckyensis.

## Ambiente
Peralta (2013) establece que mediante los atributos litoestratigráficos y naturaleza de las estructuras sedimentarias presentes en dicha formación, han permitido su asignación a un ambiente de plataforma dominado por tormentas.

## Relaciones estratigráficas
La unidad sobreyace en discordancia erosiva a las calizas ordovícicas de la formación San Juan. Mientras que, se encuentra cubierta en paraconcordancia por las pelitas de la trama basal de la formación Los Espejos.

## Edad y correlaciones
Kerleñevich y Cuerda (1986) atribuyeron la sección superior de esta unidad al Llandoveriano tardío–Wenlockiano, basados en estudios de graptolitos.
Posteriormente, Benedetto (1995) registra una fauna de braquiópodos que  indica una indudable edad llandoveriana para las secciones media y superior de esta Formación.